# Брукингс (Орегон)
Брукингс (англ.  Brookings) — город в округе Карри в штате Орегон США.

## Описание
Находится на побережье Тихого океана в устье реки Четко, в 6 милях (10 км) к северу от границы штата Калифорния. Через реку на юг находится город Харбор. Самыми ранними известными жителями региона были говорящие на языке атабасков индейцы Четко (Чети), самая многочисленная из примерно 12 групп Западного побережья. Когда долина реки Четко была заселена белыми в середине 1800-х годов, земля в ней была интенсивно обработана, а леса вырублены. Город Брукингс официально появился в 1913 году, когда лесозаготовительный магнат Роберт С. Брукингс основал лесопилку и склад пиломатериалов в гавани.

## Население
| 2000 | 2010  | 2020  |
| ---- | ----- | ----- |
| 5447 | ↗6336 | ↗6744 |